# سان جريجوريو دي كاتانيا
سان جريجوريو دي كاتانيا (بالإيطالية: San Gregorio di Catania)‏ هي بلدة تقع في مقاطعة كاتانيا في صقلية في إيطاليا . تقع على بعد حوالي 170 كم جنوب شرق باليرمو وحوالي 7 كم شمال شرق كاتانيا.
يحدها كل من : كاتانيا ، فالفيردي ، اسي كاستيلو ، سان جيوفاني لا بونتا ، تريميستيري يتنيو .

## السكان
في سنة 1861 بلغ عدد السكان 1٬673 نسمة، وتطور العدد ليصل في سنة 2011 لـ 11٬497 نسمة.
يظهر هذا المخطط البياني تطور النمو السكاني لـ سان جريجوريو دي كاتانيا